# Xiomara Alfaro
Xiomara Alfaro (* 11. Mai 1930 in Havanna; † 24. Juni 2018 in Cape Coral) war eine kubanische Sängerin, die bekannt war als „Nachtigall des Liedes“ (El Ruiseñor de la Canción).
Alfaro begann in den 1950er Jahren, zeitgleich mit Sängerinnen wie Olga Guillot, Celia Cruz, Omara Portuondo und Yma Sumac in den bekanntesten Cabarets Havannas, Sans Souci, Tropicana und Montmartre als Interpretin des Boleros aufzutreten. 1954 trat sie in Robert Rossens Spielfilm Bolero an der Seite von Silvana Mangano und Vittorio Gassman auf. Später siedelte sie in die USA über.
Alfaro nahm etwa dreißig Alben auf, darunter einige mit Bebo Valdés und Ernesto Duarte Brito. Populär wurde Ernesto Lecuonas Bolero Siboney in ihrer Interpretation. Weitere bekannte Stücke, die sie interpretierte, sind Moliendo Café, Niebla del riachuelo, Malagueña, Noche de ronda, Negra triste, Ochún, El manisero, Duerme negrita, Alma llanera, Mírame así, Mis noches sin ti, Nunca en domingo, Cenizas und Angelitos negros. Sie war mit dem aus Panama stammenden Pianisten Rafael Benítez verheiratet, der an ihren Plattenaufnahmen als Arrangeur und Dirigent mitwirkte.